# Jocurile Commonwealthului
Jocurile Commonwealthului (în engleză Commonwealth Games) sunt o competiție multi-sportivă internațională pentru atleți din Commonwealthul Națiunilor. Prima ediție a avut loc în anul 1930 la Hamilton în Canada sub denumirea de Jocurile Imperiului Britanic. Competiția include sporturi olimpice și sporturi care se joaca în mod esențial în țări din Commonwealth, precum netball și crichet. 53 de state și 71 de delegații participă la Jocurile Commonwealthului, cele patru națiuni constitutive ale Regatului Unit și câteva teritorii dependente concurând sub steagul propriu. Șase țări au participat la fiecare ediție: Australia, Canada, Anglia, Noua Zeelandă, Scoția și Țara Galilor. 

## Legături externe
- en  Site-ul oficial al Federației Jocurilor Commonwealthului